# John Conness
John Conness (Galway megye, 1821. szeptember 22. – Jamaica Plain, 1909. január 10.) az Amerikai Egyesült Államok szenátora (Kalifornia, 1863–1869).